# نادي روتشديل
نادي روتشدیل (بالإنجليزية: Rochdale Association Football Club )‏ هو فريق كرة قدم من مدينة روتشديل في المملكة المتحدة، أُسس بتاريخ 1907، يلعب في الدوري الإنجليزي الدرجة الأولى، في ملعب سبوتلاند، يدرب النادي كيث هيل.

## وصلات خارجية
- صفحة بيانات نادي روتشدیل على موقع كووورة، تاريخ الوصول: 23 سبتمبر 2018.
- الموقع الرسمي